# Synagrops philippinensis
Synagrops philippinensis è un pesce osseo marino appartenente alla famiglia Acropomatidae.